# کروموزوم Y

بشر Y - chromatid

کروموزوم Y (یا کروموزوم ایگرگ) یکی از دو کروموزومی است که در بیشتر پستانداران از جمله انسان کار تعیین جنسی را به عهده دارد. در پستانداران، این کروموزوم حاوی ژن SRY است که باعث ایجاد بیضه‌ها می‌شود. کروموزوم Y در انسان از حدود ۶۰٬۰۰۰٬۰۰۰ جفت باز تشکیل شده‌است. دی ان ای در کروموزوم Y تنها از پدر به پسر منتقل می‌شود، در نتیجه در واقع می‌توان گفت بسیاری از نام‌های خانوادگی را ردیابی می‌کند. تجزیه و تحلیل دی ان ای به همین دلیل در پژوهش‌های تاریخچهٔ خانواده‌ها استفاده می‌شود.
با تفاوت ۳۰٪ بین انسان و شامپانزه، کروموزوم Y یکی از سریع‌ترین قسمت‌های تکامل ژنوم انسان است. تا به امروز بیش از ۲۰۰ ژن وابسته به کروموزوم Y مشخص شده‌است. همهٔ ژن‌های مرتبط با کروموزوم Y (به غیر از ژن‌های کپی شده) همودیگات (فقط در یک کروموزوم وجود دارد) بیان می‌شوند؛ به جز در موارد ناهولادی (آنیوپلوئیدی) مانند سندرم جاکوب (سندرم XYY) یا سندرم XXYY.

## مرور کلی
اکثر پستانداران دارای یک جفت کروموزوم جنسی در هر سلول هستند. مردها دارای یک کروموزوم Y و یک کروموزوم ایکس و زن‌ها دارای دو کروموزوم ایکس هستند. در پستانداران، کروموزوم Y حاوی ژن SRY است که باعث رشد و نمو جنین به شکل یک مذکر می‌شود. کروموزوم Y انسان و پستانداران دیگر ژن‌های دیگر مورد نیاز برای تولید اسپرم‌های طبیعی را نیز دربردارند.

## کروموزوم Y بشر
در انسان، کروموزوم Y حدود ۵۸ میلیون جفت باز (بلوک‌های سازنده دی ان ای) است که حدود ۲ درصد از کل دی ان ای سلول‌های مرد را تشکیل می‌دهد. کروموزوم Y انسان حاوی ۸۶ ژن است، که تنها ۲۳ پروتئین مجزا را کد می‌کند.
طبق کتاب امری، پس از پایان پروژهٔ ژنوم انسان مشخص شد که حدود ۳۷۵ ژن روی کروموزوم Y قرار دارد و از آنجایی که مردها یک کروموزوم Y دارند، نسبت به ژنهایی که بر روی این کروموزوم قرار دارند (خارج نواحی شبه اتوزومی) حالت همی زایگوس دارند.